# Chiền chiện lớn
Megalurus palustris là một loài chim trong họ Locustellidae. Trước đây nó được đặt trong họ Sylviidae. Hiện nó là loài duy nhất được xếp vào chi Megalurus. Nó được tìm thấy ở Bangladesh, Campuchia, Trung Quốc, Ấn Độ, Indonesia, Lào, Malaysia, Myanmar, Nepal, Pakistan, Philippines, Thái Lan và Việt Nam. Loài này khá ồn ào và dễ thấy, thường đậu và hót trên các ngọn cỏ, bụi rậm và đường dây điện thoại.